# جورج ألين (لاعب هوكي الجليد)
جورج ألين هو لاعب هوكي الجليد كندي، ولد في 27 يوليو 1914 في Bayfield, New Brunswick ‏ في كندا، وتوفي في 27 مارس 2000 في رد دير في كندا.

## وصلات خارجية
- جورج ألين على موقع دوري الهوكي الوطني (الإنجليزية)
- جورج ألين على موقع قاعة مشاهير الهوكي (لاعب أن.إتش.أل) (الإنجليزية)
- جورج ألين على موقع EliteProspects.com (الإنجليزية)
- جورج ألين على موقع HockeyDB.com (الإنجليزية)
- جورج ألين على موقع Hockey-Reference.com (الإنجليزية)